# ASC 1898 Bremen
ASC 1898 Bremen was een Duitse voetbalclub uit de stad Bremen.

## Geschiedenis
De club werd opgericht in 1898 en was één jaar later medeoprichter van de Bremer voetbalbond. In januari 1900 was ASC ook een van de stichtende clubs van de Duitse voetbalbond. De club ging in de nieuwe Bremer competitie spelen en werd in het eerste seizoen vicekampioen achter Bremer SC 1891. Het volgende seizoen werd de club zevende en in 1901/02 laatste. Na dit seizoen trok ASC zich terug uit de competitie en werd opgeheven.